# Johann Parler le Jeune
Johann Parler, en tchèque Jan Parléř, né probablement en 1359 à Prague et mort en 1405 ou 1406, également appelé Johann Parler le Jeune, est un architecte important de la famille Parler.
Il est le fils du constructeur de cathédrale Peter Parler. Après la mort de son père, il dirige pendant quelques années les travaux de la Cathédrale Saint-Guy de Prague. L'une de ses œuvres les plus célèbres est l'Église Sainte-Barbe de Kutná Hora dont il est le premier architecte. Cette cathédrale est maintenant sur la liste du patrimoine mondial de l'UNESCO. À Kutná Hora, il a également construit la Wälsche Kapelle (1388).